# Chalinolobus neocaledonicus
Chalinolobus neocaledonicus — вид рукокрилих родини Лиликові (Vespertilionidae).

## Поширення
Ендемік Нової Каледонії. Існує мало інформації про природної історії цього виду. .

## Поведінка. Відтворення
Колонії знайдені на дахах будівлях.

## Загрози та охорона
Загрози залишаються неясними. Може опинитися під загрозою через втрату середовища проживання і пряме переслідування людини. Не відомо, чи присутній у природоохоронних територіях.